# Geschichte des 1. FC Union Berlin

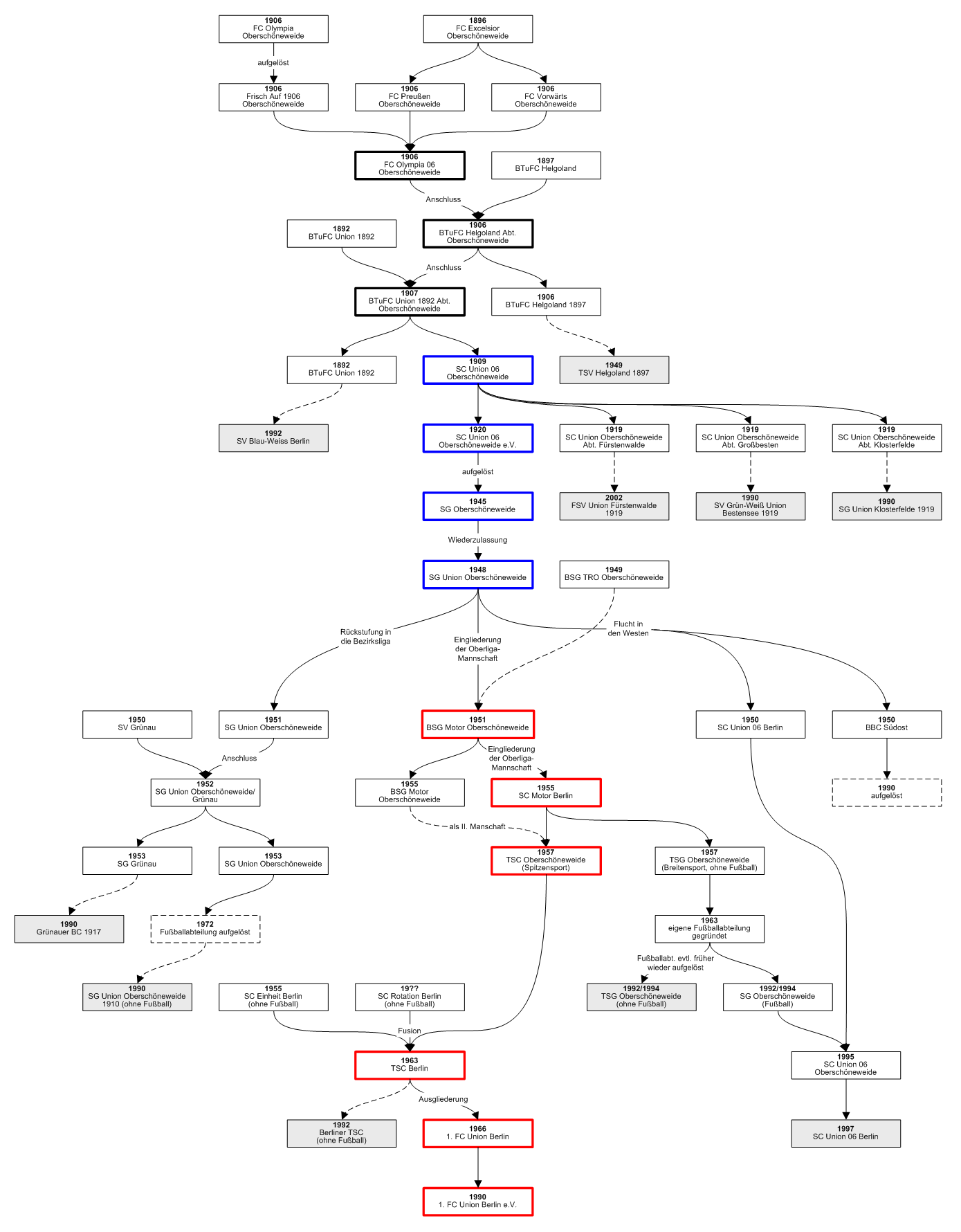
Die Vereins- und Namenshistorie des 1. FC Union Berlin

Die Geschichte des 1. FC Union Berlin beschreibt die Anfänge des Berliner Fußballklubs bis zur Gegenwart.

## Vorgängervereine

### Gründung und Umzüge 1906–1920

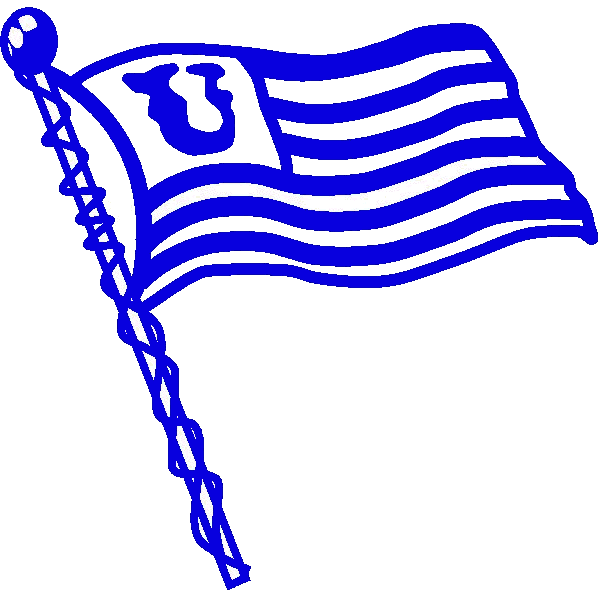
Wappen von
Union 92 Berlin
1907–1909

Der erste Vorgängerverein des heutigen 1. FC Union Berlin wurde am 17. Juni 1906 als FC Olympia Oberschöneweide durch einen Zusammenschluss dreier ortsansässiger Vereine (Frisch Auf, Preußen und Vorwärts) im damaligen Berliner Vorort Oberschöneweide gegründet. Da die Mannschaft zunächst fast nur aus Schülern bestand, schloss sie sich einen Monat später als Jugendmannschaft dem BTuFC Helgoland 1897 an. Aufgrund des sportlichen Misserfolgs von Helgoland 97 entschieden sich die Oberschöneweider aber ein halbes Jahr später erneut zu einem Wechsel und banden sich an den Deutschen Meister von 1905 – den BTuFC Union 1892. Dort spielte das Team zwei Jahre lang als vierte Mannschaft und konnte in der Saison 1907/08 mit dem Gewinn der Meisterschaft in der untersten Klasse des Verbands Berliner Ballspielvereine (VBB; der damals führende Fußballverband in Berlin und Brandenburg) erste Erfolge erzielen. Im Februar 1909 löste sich die Mannschaft vom BTuFC, um auf eigenen Beinen stehen zu können. Aus freundschaftlicher Verbundenheit übernahmen die Spieler sowohl den Namen, der Verein hieß fortan Union Oberschöneweide (später folgte noch das Präfix ‚SC‘), als auch die Vereinsfarben Blau-Weiß von Union 92.
In der Saison 1909/10 traten die Oberschöneweider erstmals als eigenständiger Verein im VBB an und spielten von 1914 an – nach drei Aufstiegen in fünf Jahren – in der höchsten Klasse Berlin und Brandenburg. In der neuen Verbandsliga des Verbandes Brandenburgischer Ballspielvereine wurde Union 1917 Vizemeister. Ein regelmäßiger Spielbetrieb war nur eingeschränkt möglich. Rund 60 Prozent der damaligen Vereinsmitglieder wurden zum Militärdienst im Ersten Weltkrieg einberufen und nur jeder Fünfte kehrte aus dem Krieg zurück.
Fast zehn Jahre spielten und trainierten die Unioner auf einem Sportplatz in der Oberschöneweider Wattstraße, bis sie 1920 in die Sportanlage Sadowa – das heutige Stadion An der Alten Försterei – in der Wuhlheide umzogen. Zur offiziellen Eröffnungsfeier am 7. August 1920 kam der amtierende Deutsche Meister 1. FC Nürnberg.

### Deutsche Vizemeisterschaft und Abstieg 1920–1945

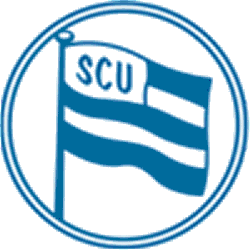
Wappen des
SC Union Oberschöneweide
1909–1945

Im Jahr 1920 wurde Union zum ersten Mal Berliner Meister und durfte an der Endrunde zur deutschen Meisterschaft teilnehmen. Dort unterlag man im Viertelfinale den Vereinigten Breslauer Sportfreunden mit 2:3. Drei Jahre später wurde der Verein erneut Berliner Meister und erreichte nach Siegen über Arminia Bielefeld und die SpVgg Fürth (in den 1920er Jahren eine der stärksten Mannschaften des Deutschen Reichs) das Endspiel um die Meisterschaft. Dieses ging im Berliner Grunewaldstadion vor 64.000 Zuschauern (ein Rekord für dieses Stadion) mit 0:3 gegen den Hamburger SV verloren.

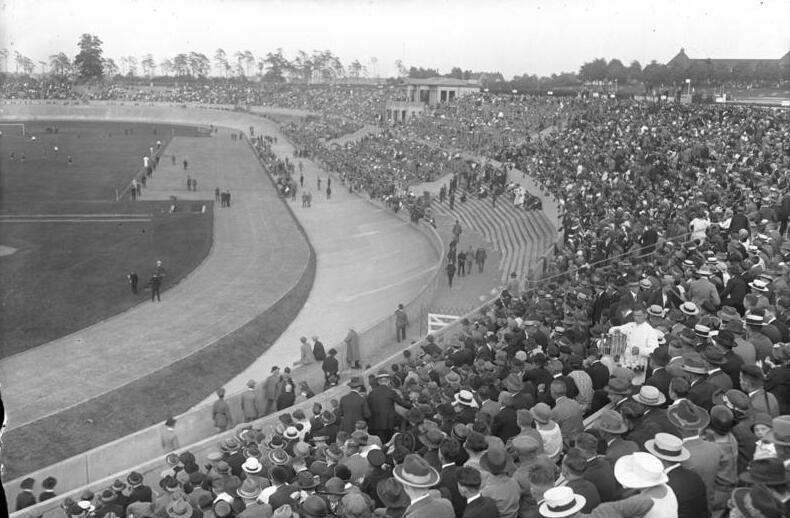
Deutsches Stadion in Berlin: hier wurde der SC Union Oberschöneweide 1923 Deutscher Vizemeister

Danach konnte „Union-Ob.“ – wie der Verein von seinen Anhängern genannt wurde – zwar noch 1925 die Vizemeisterschaft in Berlin und die Teilnahme am Endspiel um den Berliner Pokal 1926 als weitere Erfolge erreichen, hielt sich jedoch aufgrund der Konkurrenz durch finanziell besser aufgestellte Vereine wie Hertha BSC oder Tennis Borussia Berlin nicht in der Spitzengruppe. Wichtige Spieler wie z. B. Otto Martwig oder Karl Schulz verließen den Verein und Union rutschte ins Mittelfeld der Tabelle. Aus dieser Zeit resultiert der noch heute bekannte Anfeuerungsruf der Union-Fans „Eisern Union“. Erstmals soll diese Anfeuerung in einem Spiel gegen Hertha BSC erklungen sein, als ein Unentschieden gegen den überlegenen Gegner noch zugunsten der Hertha zu kippen drohte. Der Ursprung dieses Ausrufs geht auch auf die Bezeichnung „Schlosserjungs“ zurück, denn so wurden die Spieler aufgrund ihrer blauen Spielkleidung und ihrer überwiegenden Herkunft aus der Arbeiterklasse genannt.
Mit der Übertragung der Regierungsgewalt in Deutschland auf die NSDAP  im Jahr 1933 wurde der Liga- und Spielbetrieb im deutschen Fußball stark verändert. Unter anderem wurden aus den über 30 regional höchsten Ligen mit rund 600 Vereinen 16 Gauligen mit einer Stärke von 160 Mannschaften, so dass in den jeweiligen Gauligen eine Leistungskonzentration stattfand. In der neu entstandenen Gauliga Berlin-Brandenburg fand Unions allmählicher sportlicher Niedergang seine Fortsetzung und in der Saison 1934/35 stiegen die „Schlosserjungs“ ab. Im Jahr darauf gelang der Wiederaufstieg, aber bis 1939 blieb Union Mittelmaß.
Mit dem Anfang des Zweiten Weltkrieges wurde Fußball zur Nebensache und der Spielbetrieb sowie die Vereine waren durch die politische Situation stark beeinträchtigt. Viele Spieler mussten an die Front und kehrten teils nicht mehr heim. Union erreichte als Berliner Meister 1940 nochmals die Endrunde um die deutsche Meisterschaft, schied aber in der Zwischenrunde gegen die Spitzenmannschaft Rapid Wien aus. Zwei Jahre später stieg man erneut ab und erst 1944 kehrte man in die erste Liga zurück. Die folgende Saison wurde aufgrund des Vorrückens der Alliierten nicht mehr beendet.

### Namensverbot und Spaltung 1945–1950

Wappen der
SG Oberschöneweide 1945–1948

Alle Sportvereine wurden von den Besatzungsmächten nach Kriegsende vorübergehend verboten, damit sie keinesfalls wieder als „Pflanzstätten soldatischer Tugend“ missbraucht werden konnten. In allen Sektoren der Stadt Berlin war überdies auch die Gründung neuer Vereine nicht zugelassen, stattdessen wurde der Kommunalsport eingeführt (bis 1948), was unter anderem bedeutete, dass bis dahin nicht die alten Namen verwendet werden konnten. So entstanden in Berlin zahlreiche kommunale Sportgruppen (SG) wie der De-facto-Nachfolger Unions die SG Oberschöneweide.

Wappen der
SG Union Oberschöneweide
1948–1951

Die Oberschöneweider schafften zunächst nicht den sportlichen Anschluss und verpassten 1946 die Qualifikation für die neu geschaffene eingleisige Berliner Stadtliga. In der Saison 1946/47 konnte die Mannschaft den Aufstieg in die Stadtliga feiern und darüber hinaus überraschend den Berliner Pokal gewinnen, wobei man im Laufe des Turniers mehrere Erstligisten aus dem Rennen warf. In der Folgesaison hielt der Aufwärtstrend der Mannschaft an und die Berliner Meisterschaft wurde gewonnen sowie der Berliner Pokal verteidigt. In der anschließenden Endrunde erwies sich der FC St. Pauli im Viertelfinale als zu stark; vor 70.000 Zuschauern im Berliner Olympiastadion unterlag man 0:7.
Von 1948 an durften die Berliner Vereine wieder ihre alten Vereinsbezeichnungen annehmen. Da die sowjetische Besatzungsmacht aber die bürgerlichen Wurzeln der ehemaligen Vereine auflösen wollte, blieb Union Oberschöneweide „politisch korrekt“ eine Sportgemeinschaft (SG Union Oberschöneweide).
Kurz darauf begann die bis dahin schwerste Krise des Vereins. Der Deutsche Sportausschuß (DS) als Sportdachverband der Sowjetischen Besatzungszone akzeptierte die geplante Einführung des Vertragsspielerstatuts vom 1949 neugegründeten West-Berliner Fußballverband für die Stadtliga nicht und zog die Ost-Berliner zur Folgesaison aus der Stadtliga ab. Die Oberschöneweider spielten daraufhin aus Protest die restlichen Saisonheimspiele im Moabiter Poststadion. Zwar qualifizierte sich die vom ehemaligen Hertha-Spieler Johannes Sobek trainierte Mannschaft als Tabellenzweiter für die Endrunde um die deutsche Meisterschaft, jedoch wurde ihr von der politischen Führung die Reise nach Kiel zum Spiel gegen den Hamburger SV verboten. Daraufhin siedelte fast das komplette Team (darunter Leistungsträger wie Paul Salisch oder Heinz Rogge) endgültig nach West-Berlin über und trat danach auch gegen den HSV an. Etwa zwei Wochen später gründeten die Spieler den SC Union 06 Berlin im Westteil Berlins neu.

### Absturz und Namenswechsel 1950–1965

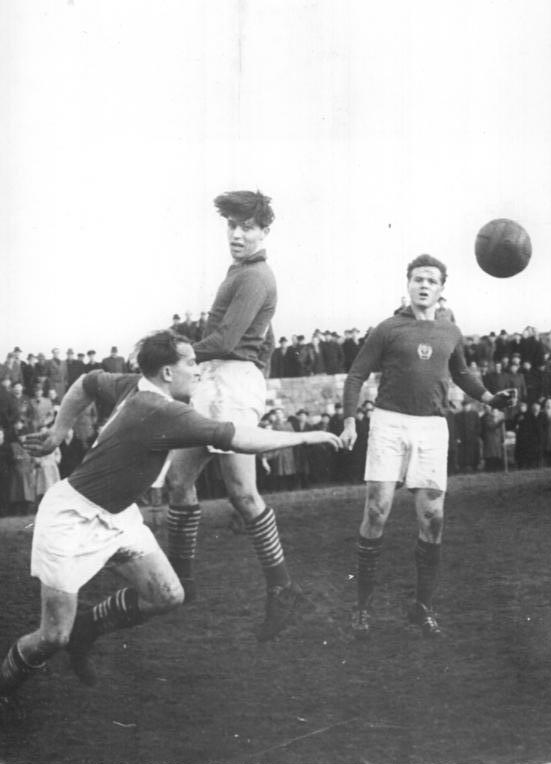
Spielszene
Motor Berlin gegen
Chemie Grünau-Schmöckwitz (1957)

Die in der DDR verbliebenen Mitglieder waren durch den Verlust der nahezu kompletten ersten Mannschaft stark geschwächt. Zuerst nur der neuen zweithöchsten Liga, dann doch der DDR-Oberliga zugeordnet, wurde 1950/51 der Klassenerhalt knapp verpasst. Dass Union nachträglich dennoch in der Oberliga bleiben konnte, verdankte das Team nicht der eigenen sportlichen Stärke, sondern vielmehr der Entscheidung des DS, dass in der Oberliga zwei Ost-Berliner Mannschaften verbleiben mussten.
Diese Entscheidung bedeutete jedoch, dass beide Mannschaften in die Betriebssportgemeinschaften (BSG) von Trägerbetrieben eingegliedert wurden, um so die vom DS begonnene Umstrukturierung „auf Produktionsbasis“ zu gewährleisten. Union wurde in die BSG des VEB Transformatorenwerk Karl Liebknecht (kurz TRO) eingegliedert und hieß nun BSG Motor Oberschöneweide. Auch die traditionellen Farben wurden geändert und aus dem Blau-Weiß des Vorgängers (und des „Brudervereins“ im Westen) wurde das heute charakteristische Rot-Weiß. Ein paar wenige versuchten noch, den alten Verein mit dem Namen Union Oberschöneweide weiterzuführen, hatten dabei aber wenig Erfolg, denn nach nur zwei Jahren stieg die Mannschaft weiter in die Berliner Amateurklassen ab und löste sich 1972 schließlich auf (für den bis heute bestehenden Verein siehe SG Union Oberschöneweide 1910).
Die sportliche Situation der Mannschaft besserte sich aber auch als Motor Oberschöneweide nicht und in der Saison 1952/53 stieg der Verein in die zweitklassige DDR-Liga ab. Zwei Jahre später folgte der Abstieg in die II. DDR-Liga. Kurz zuvor war die Mannschaft als Fußballabteilung in den SC Motor Berlin integriert worden. 1957 wurde Motor Berlin mit den verschiedenen BSGen anderer Trägerbetriebe zum TSC Oberschöneweide zusammengefasst. Dieser fusionierte 1963 mit dem SC Rotation Berlin sowie dem SC Einheit Berlin zum TSC Berlin. Die Gründe für die häufigen Namens- und Strukturwechsel waren vor allem sportpolitischer Natur. So entstand der TSC Berlin durch einen Beschluss der Bezirksleitung der Sozialistischen Einheitspartei Deutschlands (SED) als ziviles Gegenstück gegenüber den Sportclubs (SC) der Volkspolizei (Sportvereinigung Dynamo) und der Nationalen Volksarmee (Armeesportvereinigung Vorwärts).

1955–1957
1957–1963
1963–1966

Zum Leidwesen der Ost-Berliner Union führten derartige Umwandlungen zu einem Identitätsverlust bei den Fans, sodass bis zum Bau der Berliner Mauer 1961 noch viele Anhänger zur West-Berliner Union ins Poststadion pilgerten und dem Verein in Köpenick weniger Beachtung schenkten. Die fehlende Fan-Unterstützung, den personellen Verlust aus der Flucht und die Delegierung hoffnungsvoller Talente zu den damaligen Ost-Berliner Spitzenmannschaften ASK Vorwärts Berlin (z. B. Günther Wirth im Jahr 1955, Horst Assmy im Jahr 1954 und Lothar Meyer im Jahr 1955) und SC Dynamo Berlin (Konrad Dorner im Jahr 1958) konnte die Mannschaft nicht kompensieren und spielte bis 1962 in der dritten Liga (zum Vergleich: Union 06 spielte im Westen noch bis 1957 in der Spitzengruppe der Berliner Meisterschaft mit). 1962 verpflichtete die Mannschaft zudem Angreifer Ralf Quest vom SC Dynamo Berlin.
Erst danach besserten sich mit dem Aufstieg zurück in die DDR-Liga für das Team die Zeiten. In den folgenden Jahren wurde allerdings der Aufstieg in die Oberliga verpasst. In der Saison 1963/64 reichte sogar ein 15:1-Sieg am letzten Spieltag gegen den SC Frankfurt nicht aus, um den SC Neubrandenburg noch zu überholen. Erst mit dem Engagement von Werner Schwenzfeier sollte die Mannschaft wenig später wieder große Erfolge feiern.

## 1. FC Union Berlin

### Neugründung und Pokalsieg 1966–1971
| Saison                                           | Liga (Ebene)       | Platz (von) |
| ------------------------------------------------ | ------------------ | ----------- |
| 1965/66                                          | DDR-Liga Nord (II) | 01. (16)    |
| 1966/67                                          | DDR-Oberliga (I)   | 06. (14)    |
| 1967/68                                          | DDR-Oberliga (I)   | 08. (14)    |
| 1968/69                                          | DDR-Oberliga (I)   | 14. (14)    |
| 1969/70                                          | DDR-Liga Nord (II) | 01. (16)    |
| 1970/71                                          | DDR-Oberliga (I)   | 05. (14)    |
| Grün unterlegt: Aufstieg, Rot unterlegt: Abstieg |                    |             |

In der Saison 1965/66 war der Wiederaufstieg in die Oberliga gelungen. Mit sechs Punkten Vorsprung wurden die Köpenicker überraschend klar Erster der Liga. Diesem sportlichen Ereignis voraus gingen allerdings wieder gravierende sportpolitische Veränderungen für den Verein. In einer Neuordnung des DDR-Fußballs sollten Leistungszentren in Form von Fußballclubs gebildet werden. Überraschenderweise wurde dabei auch das zweitklassige Team aus Oberschöneweide berücksichtigt, obwohl in Ost-Berlin beim BFC Dynamo (Nachfolger des SC Dynamo) und beim FC Vorwärts Berlin (Nachfolger des ASK Vorwärts) bereits zwei Leistungszentren entstanden waren. Darüber hinaus sollte es ursprünglich pro DDR-Bezirk nur maximal einen Fußballclub geben.
Dass das Team aus Köpenick trotzdem Berücksichtigung fand, war dem Vorsitzenden des Bundesverbands des Freien Deutschen Gewerkschaftsbundes (FDGB) und SED-Politbüromitglied, Herbert Warnke, zu verdanken. Dieser forderte, für die Berliner Werktätigen einen zivilen Fußballclub einzurichten, und hatte damit Erfolg. Am 20. Januar 1966 wurde der Verein als „1. FC Union Berlin“ neu gegründet. Die Gründung des Clubs wurde vom 1. Sekretär der SED-Kreisleitung in Köpenick Hans Modrow organisiert. 1. Sekretär der SED-Bezirksleitung von Berlin und SED-Politbüromitglied Paul Verner hielt bei der Gründungsversammlung eine Festansprache.

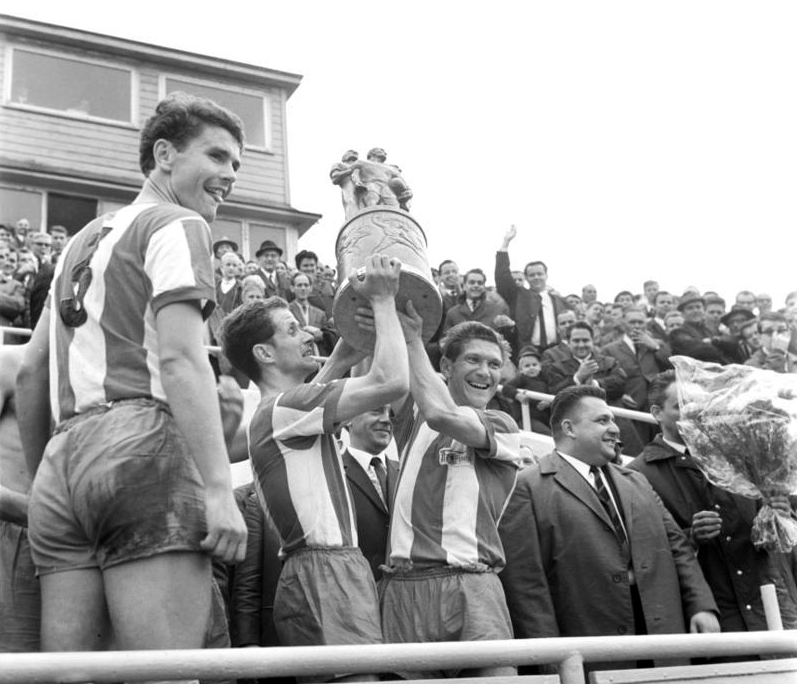
Union Berlin
feiert den FDGB-Pokalgewinn (1968)

Union startete mit guten Leistungen in die erste Oberligasaison und wurde am Ende überraschend Sechster. Damit lag man – wie auch bei den inzwischen wieder gestiegenen Zuschauerzahlen – vor den anderen beiden Ost-Berliner Vereinen. Zudem konnten die Zuschauer in der Saisonvorbereitung 1967 auch internationale Gastmannschaften in Ost-Berlin erleben, denn der 1. FC Union trat im Intertoto-Cup 1967 an.
Ein Jahr später gelang den Unionern mit dem Gewinn des FDGB-Pokals der größte Erfolg ihrer DDR-Geschichte. Im Endspiel konnte der hohe Favorit FC Carl Zeiss Jena (zu dieser Zeit amtierender DDR-Meister) besiegt werden, weshalb das siegreiche Team um Spieler wie „Jimmy“ Hoge, „Ate“ Wruck oder „Mäcki“ Lauck bis heute bei den Fans Heldenstatus besitzt.
Wegen der Ereignisse des Prager Frühlings wurden die Unioner in der folgenden Saison jedoch um ihre Qualifikation für den Europapokal der Pokalsieger gebracht, da der DFV aus Protest gegen die Neuauslosung aller Europapokalpartien mit Trennung von Ostblock- und Westblock-Staaten seine Mannschaften zurückzog. Stattdessen schaffte der 1. FC Union den Klassenerhalt nicht und stieg in die Liga ab. Doch das Team fing sich wieder, schaffte den sofortigen Wiederaufstieg und erreichte mit dem fünften Rang in der Saison 1970/71 schließlich die beste Oberliga-Platzierung aller Zeiten.
Frauenfußball
In den Jahren 1969 bis 1971 gab es eine Frauenfußballmannschaft beim 1. FC Union.

### Relegationskomplex 1971–1980
| Saison                                           | Liga (Ebene)     | Platz (von) |
| ------------------------------------------------ | ---------------- | ----------- |
| 1971/72                                          | DDR-Oberliga (I) | 11. (14)    |
| 1972/73                                          | DDR-Oberliga (I) | 13. (14)    |
| 1973/74                                          | DDR-Liga B (II)  | 01. (12)    |
| 1974/75                                          | DDR-Liga B (II)  | 01. (12)    |
| 1975/76                                          | DDR-Liga B (II)  | 01. (12)    |
| 1976/77                                          | DDR-Oberliga (I) | 11. (14)    |
| 1977/78                                          | DDR-Oberliga (I) | 08. (14)    |
| 1978/79                                          | DDR-Oberliga (I) | 10. (14)    |
| 1979/80                                          | DDR-Oberliga (I) | 14. (14)    |
| Grün unterlegt: Aufstieg, Rot unterlegt: Abstieg |                  |             |

Seit dem Jahr 1971 gab es in Ost-Berlin mit dem 1. FC Union Berlin und dem BFC Dynamo nur noch zwei große Fußballvereine. Der FC Vorwärts Berlin wurde nach Frankfurt (Oder) umgesiedelt, was zur Folge hatte, dass die den Fußballclubs zur Verfügung stehenden Bezirke und deren angeschlossene Trainingszentren in Berlin und Brandenburg noch einmal neu aufgeteilt wurden. Aus diesen Trainingszentren rekrutierten die Vereine, die 1966 als Leistungszentren ausgesucht worden waren, ihre Nachwuchsspieler und die Neuaufteilung lief nicht zufriedenstellend für die Verantwortlichen Unions. War Ost-Berlin vorher gedrittelt, ging das freiwerdende Drittel nun an den BFC Dynamo. Da auch die Bezirke in Brandenburg neu aufgeteilt wurden und Union hier den Bezirk Potsdam an Vorwärts abgeben musste, verfügte der Verein nun nur noch über sechs Trainingszentren (zum Vergleich: Der BFC besaß 38).

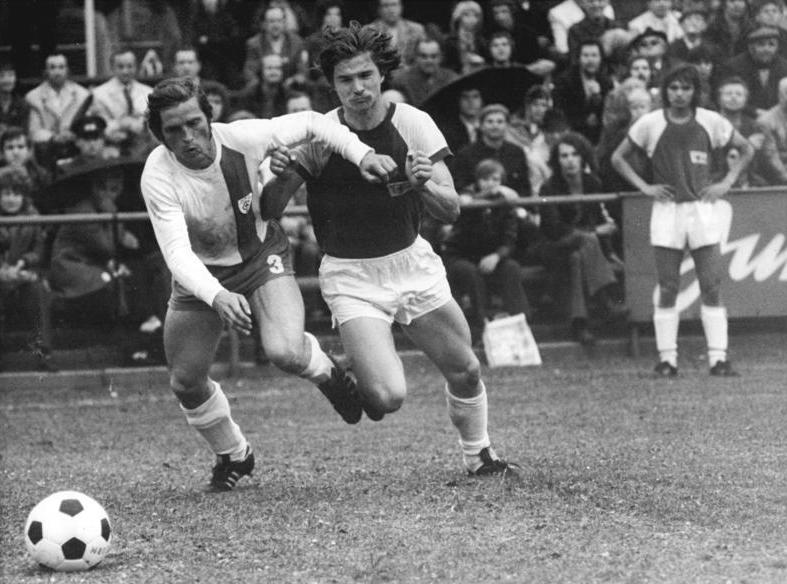
Union verliert das Relegation-Heimspiel gegen den HFC Chemie mit 1:2 (1974)

Nicht zuletzt wegen dieser Schwächung stieg Union erneut aus der Oberliga ab und verlor darüber hinaus in Reinhard Lauck einen weiteren großen Publikumsliebling (bereits 1970 hatte Hoge seine Karriere bei den „Eisernen“ beenden müssen). Seit 1973 trat der 1. FC Union in der neu strukturierten DDR-Liga an, die nun nicht mehr über zwei, sondern fünf Staffeln verfügte, aus denen die zwei Aufsteiger durch eine Relegationsrunde ermittelt wurden. Für den Verein wurde dieser Modus zum „Relegationskomplex“, da die Mannschaft zweimal nacheinander als Staffelsieger in der Aufstiegsrunde scheiterte (und auch später dabei oft Pech hatte).
Das Jahr 1976 brachte für Union nicht nur den Aufstieg, sondern auch mit Heinz Werner einen neuen Trainer in die Wuhlheide. Zu Beginn der Saison 1976/77 konnte das Team gleich auf Anhieb für eine Überraschung sorgen und am ersten Spieltag vor 45.000 Zuschauern im Stadion der Weltjugend den BFC Dynamo mit 1:0 schlagen. Auch das Rückspiel (ebenfalls im Stadion der Weltjugend) gewann Union mit 1:0. Union konnte die Klasse halten, und vor allem die beiden Siege gegen den bei vielen Fußballanhängern in der DDR als „Stasiverein“ verhassten BFC Dynamo bescherten Union ein Image als Kultverein und Publikumsmagneten in den 1970er Jahren. So hatte der FCU in der folgenden Saison mit durchschnittlich 17.308 Zuschauern pro Heimspiel den zweitgrößten Zuschauerschnitt hinter Dynamo Dresden. Sportlich kämpfte der Verein zwar jedes Jahr gegen den Abstieg, aber durch das Image des „Underdogs“ und die Missbilligung durch die DDR-Führung war der Verein ein Sammelbecken für viele, die ihrem Unmut gegen das System Luft machen wollten. Daher stand der Verein auch unter besonderer Beobachtung der Funktionäre.
Doch trotz der vielen Zuschauer stieg man am Ende der Saison 1979/80 in die DDR-Liga ab. Auch in den Derbys gegen den BFC Dynamo konnte die Mannschaft keine weiteren Erfolge verzeichnen und teilweise wurde die Mannschaft mit Ergebnissen wie 0:6 oder 0:5 regelrecht auseinandergenommen. Im FDGB-Pokal verloren die „Eisernen“ einmal sogar mit 1:8.

### Fahrstuhlmannschaft 1980–1989
| Saison                                           | Liga (Ebene)     | Platz (von) |
| ------------------------------------------------ | ---------------- | ----------- |
| 1980/81                                          | DDR-Liga B (II)  | 01. (12)    |
| 1981/82                                          | DDR-Liga B (II)  | 01. (12)    |
| 1982/83                                          | DDR-Oberliga (I) | 12. (14)    |
| 1983/84                                          | DDR-Oberliga (I) | 13. (14)    |
| 1984/85                                          | DDR-Liga A (II)  | 01. (18)    |
| 1985/86                                          | DDR-Oberliga (I) | 07. (14)    |
| 1986/87                                          | DDR-Oberliga (I) | 11. (14)    |
| 1987/88                                          | DDR-Oberliga (I) | 11. (14)    |
| 1988/89                                          | DDR-Oberliga (I) | 14. (14)    |
| Grün unterlegt: Aufstieg, Rot unterlegt: Abstieg |                  |             |

Nach dem insgesamt vierten Abstieg aus der Oberliga starteten die Köpenicker 1980 wieder in der Liga und scheiterten zum dritten Mal in der Relegation; erst 1981/82 stand der Wiederaufstieg fest. Trotzdem wurde Trainer Heinz Werner nach dieser Saison von Harry Nippert abgelöst. Die Demission des beliebten Trainers war bei den Fans sehr umstritten, da Nippert zuvor u. a. auch beim BFC Dynamo tätig war und zeitgleich mit Norbert Woick als Präsident ein weiteres ehemaliges BFC-Mitglied in einer leitenden Position tätig wurde. Für viele Union-Fans wirkten diese Personalien wie der Versuch, den Verein „von oben“ zu kontrollieren. Sowohl Nippert als auch Woick hielt es allerdings nur ein Jahr bei Union. Immerhin konnte trotz der internen Streitigkeiten 1982/83 der Abstieg vermieden werden (obwohl kein einziger Auswärtspunkt geholt wurde).

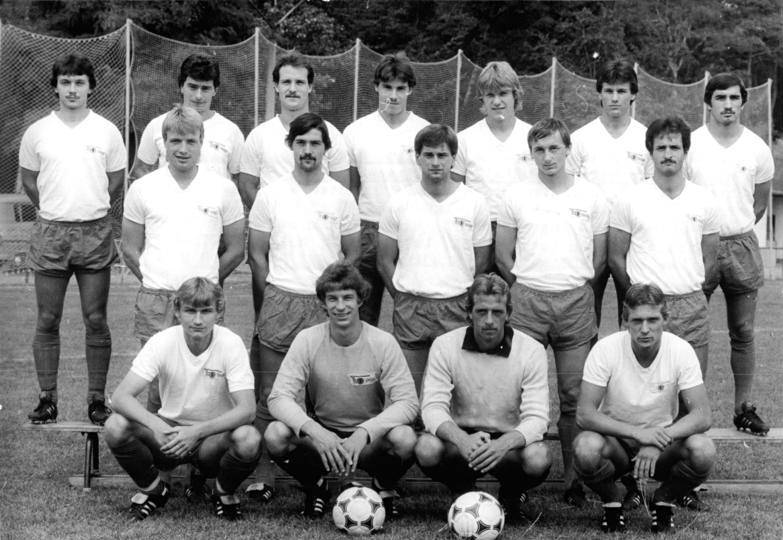
Mannschaftsfoto, Saison 1983/84

In der folgenden Saison stieg der Verein erneut in die Zweitklassigkeit ab. Dabei kam es zwischen Union und der BSG Chemie Leipzig zu einem wortwörtlichen „Abstiegsfinale“: Union hatte am letzten Spieltag der Saison den direkten Abstiegskonkurrenten Chemie mit 2:0 besiegt und belegte zusammen mit den Leipzigern punkt- und torgleich den letzten Nichtabstiegsplatz. Deswegen mussten zwei Entscheidungsspiele über den Klassenerhalt entscheiden. Nach einem 1:1 in Berlin und einem 1:2 in Leipzig stiegen die Berliner ab.
Nach dem sofortigen Wiederaufstieg spielte Union 1985/86 sehr erfolgreich und belegte bis zum drittletzten Spieltag noch einen UEFA-Pokal-Platz. Am Ende wurde das Team Siebter und stellte mit Ralf Sträßer den Torschützenkönig der Oberliga (er erzielte 14 Treffer). Die größte Überraschung gelang aber im FDGB-Pokal, wo Union unerwartet das Finale erreichte und auf dem Weg dorthin Gegner wie den 1. FC Magdeburg und Dynamo Dresden besiegte. Im Finale war der 1. FC Lokomotive Leipzig allerdings deutlich stärker und die Berliner unterlagen klar mit 1:5.
Ein weiteres Highlight für die Fans war der Intertoto-Cup in der Sommerpause 1986, in dem sich die Unioner auch mit westeuropäischen Gegnern messen konnten. Nach Spielen gegen Bayer 05 Uerdingen, Lausanne Sport und Standard Lüttich gewann das Team aus Berlin seine Intertoto-Gruppe.
In der nächsten Saison kämpfte der Verein wieder gegen den Abstieg und erreichte am Ende der Spielzeit Rang elf. Knapper verlief der Abstiegskampf in der Saison darauf, als Union sich am letzten Spieltag erst in der Nachspielzeit durch das notwendige Siegtor gegen den FC Karl-Marx-Stadt auf einen Nichtabstiegsplatz rettete. In der Saison 1988/89 stieg die Mannschaft zum sechsten und letzten Mal aus der DDR-Oberliga ab, doch kurz darauf wurde Fußball durch den Fall der Berliner Mauer am 9. November 1989 in der DDR zur Nebensache.

### Lizenzentzug und drohender Bankrott 1989–1998
| Saison                                  | Liga (Ebene)                 | Platz (von) |
| --------------------------------------- | ---------------------------- | ----------- |
| 1989/90                                 | DDR-Liga A (II)              | 02. (18)    |
| 1990/91                                 | NOFV-Liga A (II)             | 01. (16)    |
| Ende des DDR-Fußballs 1991              |                              |             |
| 1991/92                                 | Oberliga Nordost Mitte (III) | 01. (20)    |
| 1992/93                                 | Oberliga Nordost Mitte (III) | 01. (17)    |
| 1993/94                                 | Oberliga Nordost Mitte (III) | 001. (16)*  |
| 1994/95                                 | Regionalliga Nordost (III)   | 03. (18)    |
| 1995/96                                 | Regionalliga Nordost (III)   | 02. (18)    |
| 1996/97                                 | Regionalliga Nordost (III)   | 05. (18)    |
| 1997/98                                 | Regionalliga Nordost (III)   | 06. (18)    |
| Grün unterlegt: Aufstieg * Lizenzentzug |                              |             |

Die politische Wendezeit begann für Union mit einem Freundschaftsspiel vor 51.270 Zuschauern im Olympiastadion zunächst verheißungsvoll, denn beim ersten Duell der beiden Traditionsvereine seit 28 Jahren feierten Blau-Weiß (Hertha) und Rot-Weiß (Union) gemeinsam sich selbst und machten aus der Veranstaltung ein großes Fest auf den Rängen. Zu diesem Zeitpunkt lag Union in der noch bestehenden DDR-Liga mit nur einem Sieg Rückstand auf Tabellenführer Vorwärts Frankfurt auf Platz 2 und hatte noch Aussichten auf den Aufstieg. Dieser wurde am Ende der Saison jedoch verpasst, was sich ein Jahr später noch als Problem herausstellte, als es zur Vereinigung der west- und ostdeutschen Ligen kam.
Der Deutsche Fußball-Bund (DFB) billigte den ehemaligen DDR-Vereinen in seinen beiden Profiligen nur acht Plätze – zwei in der Bundesliga und sechs in der Zweiten Liga – zu, was vor allem an dem mangelnden Vertrauen in die Wirtschaftlichkeit der Ost-Klubs lag, da diese Probleme bei der Anpassung an den Profifußball hatten. Für die Verteilung von zwei Zweitligaplätzen wurde eine Qualifikationsrunde mit Teilnehmern aus der DDR-Oberliga und -Liga gebildet. Der 1. FC Union konnte sich in der Saison 1990/91 durch einen ersten Platz in der Liga dafür qualifizieren, scheiterte aber in seiner Relegationsgruppe und trat in der Folgesaison in der NOFV-Oberliga (damals noch die dritte Liga) an. In dieser Phase verabschiedeten sich viele Spieler in den Westen und auch die Zuschauerzahlen brachen rapide ein.
Auch 1992 wurde der Aufstieg wieder in der Relegation verpasst, weshalb der Verein immer mehr als „unaufsteigbar“ galt. Zu Beginn der Folgesaison nahm Frank Pagelsdorf auf der Unioner Trainerbank Platz und mit ihm schien für viele Fans der Traum von der Zweiten Liga wahr zu werden. Am Ende der Saison wähnten sich alle Köpenicker am Ziel, als im alles entscheidenden Relegationsspiel der 1. FC Union Berlin mit einem 1:0-Heimsieg gegen den Bischofswerdaer FV 08 vor über 15.000 Zuschauern den sportlichen Aufstieg schaffte. Erst später stellte sich heraus, dass eine Bankbürgschaft gefälscht worden war, um so die Lizenzauflagen des DFB zu erfüllen, woraufhin der DFB die Lizenz für die Zweite Liga verweigerte. Es wurde nie geklärt, wer im Verein die Bürgschaft gefälscht hatte.
Auch in der Saison 1993/94 wurde dem 1. FC Union Berlin zu Saisonende die Lizenz für die Zweite Liga durch den DFB aufgrund mangelnder Wirtschaftlichkeit verweigert, da der Schuldenberg fast 2,56 Millionen DM betrug. Nur ein schwacher Trost war der Gewinn des inzwischen Paul-Rusch-Pokal genannten Berliner Landespokals zum ersten Mal nach 46 Jahren sowie die Teilnahme an der deutschen Fußballamateurmeisterschaft. Der 1. FC Union Berlin blieb in der dritten Liga und musste viele gute und somit teure Spieler verkaufen (Martin Pieckenhagen an Tennis Borussia sowie später Marko Rehmer und Sergej Barbarez an Hansa Rostock), um sich finanziell nicht vollständig zu ruinieren. Trainer Pagelsdorf verabschiedete sich ebenfalls in Richtung Rostock – und stieg dort nur wenig später mit vielen Ex-Unionern in die Bundesliga auf.

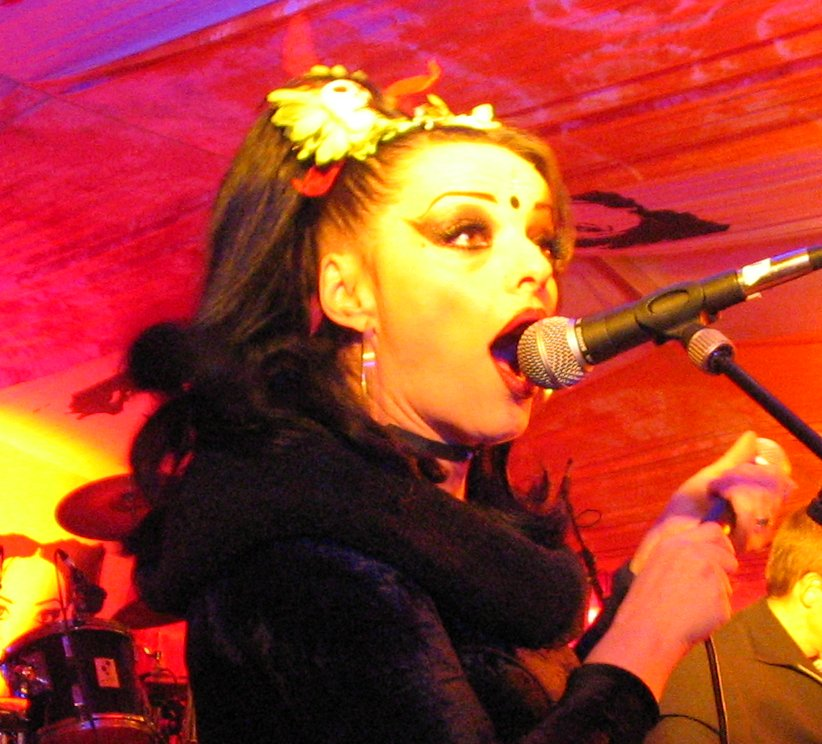
Nina Hagen (hier 2003) sang 1998 die Hymne Eisern Union ein

Die nächsten Jahre waren für die Unioner ein wirtschaftlicher Überlebenskampf. Sportlich war das Team zwar im oberen Tabellendrittel der Regionalliga Nordost (die neue dritte Liga) festgesetzt, doch nebenher stiegen die Schulden auch aufgrund der „Altlasten“ durch teure Spielerverträge immer weiter. In der Saison 1994/95 wurde dem Verein zum dritten Mal in Folge die Lizenz für die Profiligen verweigert (wobei die Zweite Liga diesmal auch sportlich verpasst wurde) und trotzdem handelten das Präsidium sowie das Management des Vereins weiterhin zum Teil hoch dotierte Verträge mit Spielern und Trainern aus. Bezeichnend für die Leistung des Managements war die Saison 1995/96, in welcher Union dreimal den Trainer wechselte. Trainer Hans Meyer wurde wegen Streitigkeiten mit der Führungsebene entlassen, als die Mannschaft nach acht Siegen und zwei Unentschieden auf Tabellenplatz zwei stand.
Im Februar 1997 schien der Verein endgültig zu Grunde gewirtschaftet zu sein und in der Presse stand zu lesen, dass der Konkurs schon unabwendbar sei. Die Fans des FCU organisierten sich und marschierten bei einer großen Rettet-Union-Demonstration (etwa 3000 Fans waren anwesend) durch das Brandenburger Tor – erfolgreich, denn der Sportartikelhersteller Nike schloss einen Sponsorenvertrag über fünf Jahre mit Union ab und so wurde die Pleite vorerst noch abgewendet. Immerhin machten die Köpenicker auch ein paar sportliche Schlagzeilen und erreichten das Finale des Paul-Rusch-Pokals, in dem sie aber gegen die Reinickendorfer Füchse verloren.
Der Abwärtstrend ging zunächst weiter und Spieler sowie Trainer verließen Union, weil sie entweder unpünktlichen Gehaltszahlungen ausgesetzt waren oder keine sportliche Zukunft mehr sahen. Das Präsidium war aufgrund der finanziellen Lage (rund 2,56 Millionen Mark Schulden, davon rund 256.000 Mark kurzfristige Verbindlichkeiten) zerstritten. Nur die Mannschaft spielte in der Regionalliga oben mit und die Fans versuchten weiterhin, ihren Verein zu retten, indem sie in der Öffentlichkeit sammeln gingen (mit der Aktion „Fünf Mark für Union“) oder das Spiel gegen TeBe im Mommsenstadion boykottierten, um die Kartenpreise dem Verein zu spenden. Erst im Januar 1998 nahte durch ein Darlehen im Umfang von 15 Millionen Mark durch Michael Kölmel und sein Unternehmen Sportwelt Beteiligungs GmbH die finanzielle Rettung, im Gegenzug erhielt Kölmel Marketingrechte und eine Beteiligung an den Fernsehrechten. Nina Hagen sang für den Verein eine neue Vereinshymne.

### Pokalfinale und Europapokalpremiere 1998–2008
| Saison                                           | Liga (Ebene)               | Platz (von) |
| ------------------------------------------------ | -------------------------- | ----------- |
| 1998/99                                          | Regionalliga Nordost (III) | 06. (18)    |
| 1999/2000                                        | Regionalliga Nordost (III) | 01. (18)    |
| 2000/01                                          | Regionalliga Nord (III)    | 01. (18)    |
| 2001/02                                          | 2. Bundesliga (II)         | 06. (18)    |
| 2002/03                                          | 2. Bundesliga (II)         | 09. (18)    |
| 2003/04                                          | 2. Bundesliga (II)         | 17. (18)    |
| 2004/05                                          | Regionalliga Nord (III)    | 19. (19)    |
| 2005/06                                          | Oberliga Nordost-Nord (IV) | 01. (16)    |
| 2006/07                                          | Regionalliga Nord (III)    | 12. (19)    |
| 2007/08                                          | Regionalliga Nord (III)    | 04. (19)    |
| Grün unterlegt: Aufstieg, Rot unterlegt: Abstieg |                            |             |

Der FCU startete in die Saison 1998/99 erstmals seit Jahren ohne große Existenzsorgen, landete am Ende aber nur auf Platz sechs. In der Saison 1999/2000 ging es mit dem neuen Trainer Georgi Wassilew besser, denn der „General“ führte die Mannschaft zur Meisterschaft in der Regionalliga und damit in die Relegation um den Zweitligaaufstieg gegen den Meister der Regionalliga Nord. Aber der Verein scheiterte erneut, diesmal gegen den VfL Osnabrück im Elfmeterschießen (Hin- und Rückspiel endeten jeweils 1:1). In der folgenden Amateurmeisterschaft um den verbliebenen Aufstiegsplatz brauchten die Wuhlheider im entscheidenden Spiel gegen LR Ahlen ein Unentschieden, um aufzusteigen, doch auch dieses verloren sie mit 1:2.
Trotz dieses erneuten Rückschlags sollte die folgende Saison 2000/01 eine der erfolgreichsten der Vereinsgeschichte werden. In der neugegliederten Regionalliga Nord erreichte man souverän den ersten Rang und stieg zum ersten Mal in die 2. Bundesliga auf. Parallel dazu sorgte das Team im DFB-Pokal für Schlagzeilen, als nach einem 6:4-Sieg nach Elfmeterschießen im Halbfinale über Borussia Mönchengladbach das DFB-Pokalfinale 2001 erreicht wurde. Erst dort unterlag man dem Bundesliga-Zweiten FC Schalke 04 mit 0:2.
Da der FC Schalke 04 aber als Vize-Meister für die Champions League startberechtigt war, durfte Union dennoch in der Folgesaison erstmals im Europapokal spielen und qualifizierte sich als erster und bisher einziger deutscher Drittligist für den UEFA-Pokal. Dort erreichten die Spieler in der Saison 2001/02 durch ein 1:1 und einen 3:0-Sieg gegen den finnischen Vertreter Haka Valkeakoski die zweite Runde, wo die Mannschaft gegen die bulgarische Mannschaft Litex Lowetsch ausschied.

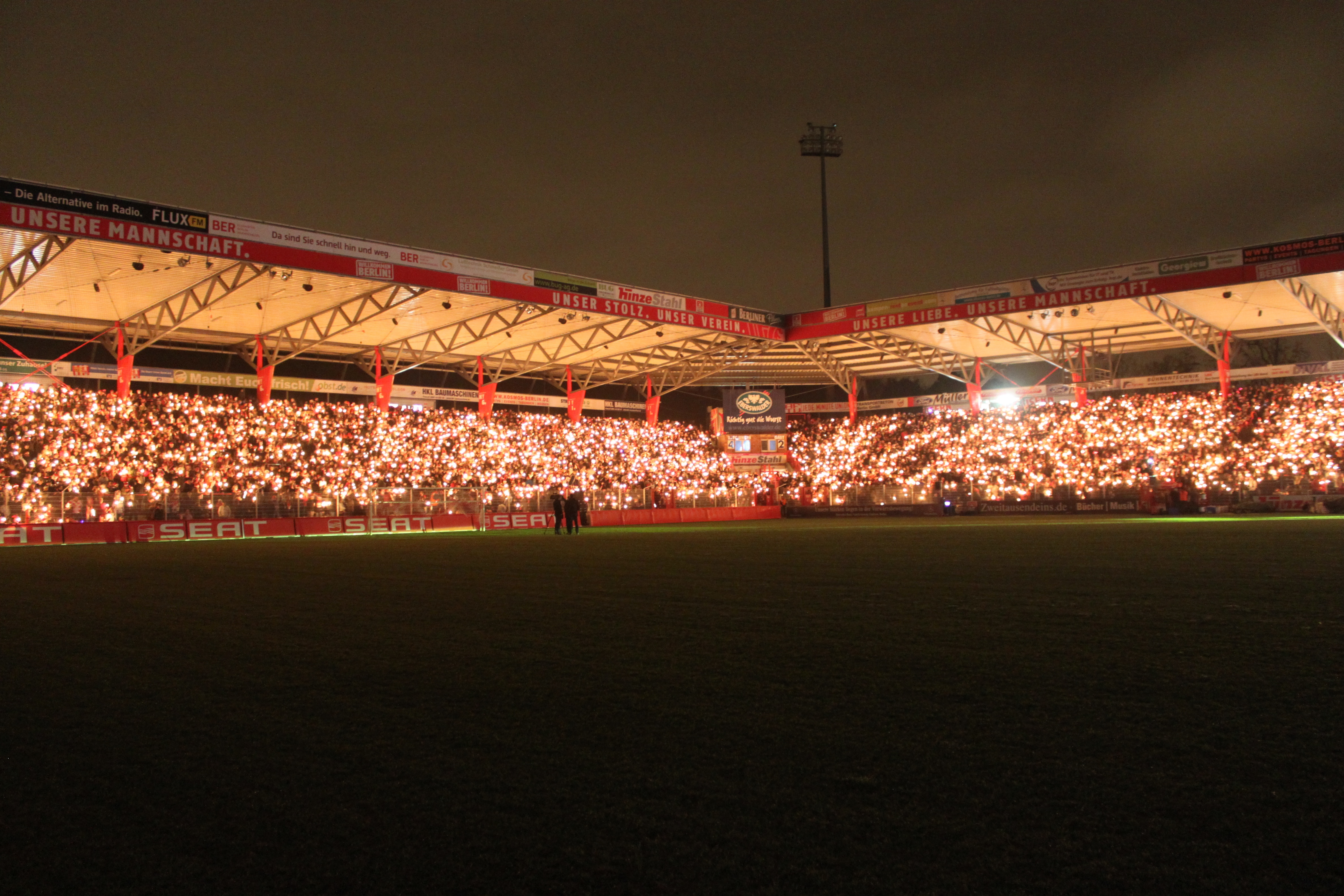
Seit 2003 findet im Stadion das jährliche Weihnachtssingen statt (Aufnahme aus dem Jahr 2011)

Der Verein spielte insgesamt drei Jahre in der Zweiten Bundesliga. Im ersten Jahr erreichte die Mannschaft einen überraschend guten sechsten Platz und verdarb unter anderem am letzten Spieltag durch einen 3:1-Heimsieg dem FSV Mainz dessen schon sicher geglaubten Aufstieg. Auch die Saison 2002/03 beendete der Verein auf einem einstelligen Tabellenplatz (der Verein wurde Neunter), jedoch hatte die Saison einen für viele Fans unrühmlichen Höhepunkt, als am 7. Oktober 2002 das Team mit 0:7 beim 1. FC Köln verlor, weshalb Wassilew eine Woche später seinen Hut als Trainer nehmen musste. Sein Nachfolger wurde Mirko Votava, doch auch er wurde in der Saison 2003/04 durch einen neuen Übungsleiter ersetzt, weil Union an das Tabellenende abgerutscht war. Neuer Coach wurde der bei Fortuna Düsseldorf berühmt gewordene Aleksandar Ristić, der aber nicht mehr verhindern konnte, dass der 1. FC Union als Tabellensiebzehnter in die Regionalliga Nord absteigen musste.
Auf eine der erfolgreichsten Epochen in der Geschichte des 1. FC Union Berlin folgte im Jahr 2005 der wohl tiefste Fall, als der Zweitligaabsteiger auch in der Regionalliga nicht die Klasse hielt und in der Oberliga landete. Vier verschiedene Trainer konnten den Absturz nicht aufhalten. Auch die Finanzen bereiteten dem Verein wieder Sorgen, da die für die Lizenz der Saison vom DFB geforderten Liquiditätsreserven in Höhe von 1,46 Millionen Euro erneut nur durch Spenden zusammengebracht werden konnten (u. a. durch den Spendenaufruf „Bluten für Union“). Den 1. FC Union Berlin drückten neben den kurzfristigen Verbindlichkeiten von rund 720.000 Euro auch die langfristigen Schulden (rund 15 Millionen Euro) beim ehemaligen Retter Michael Kölmel.

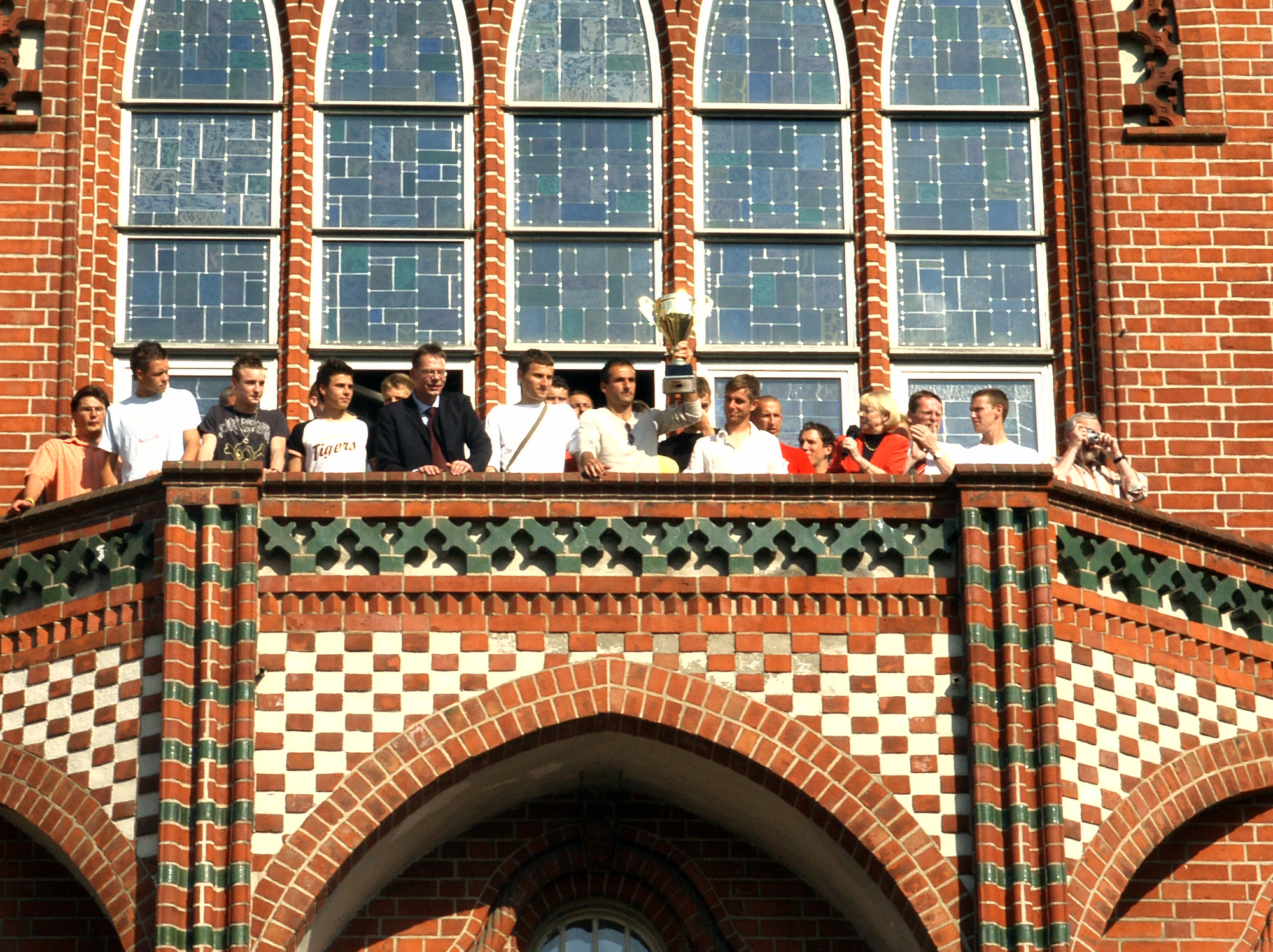
Das Team der Saison 2006/07 am Rathaus Köpenick mit dem Berliner Landespokal

Jedoch konnte sich der Verein in der Folgesaison wieder regenerieren und sicherte sich unter dem vom Ligakonkurrenten MSV Neuruppin geholten Trainer Christian Schreier den Wiederaufstieg in die Regionalliga. Die Höhepunkte der Saison bildeten dabei die beiden Stadtderbys gegen den alten Rivalen BFC Dynamo: Im Hinspiel in Köpenick besiegte Union den Kontrahenten vor 14.020 Zuschauern mit 8:0, was ein Rekordergebnis gegen Dynamo bedeutete. Das von einem Großteil der Union-Fans boykottierte Rückspiel im Sportforum Hohenschönhausen wurde dagegen beim Stand von 1:1 abgebrochen, nachdem Anhänger des BFC Dynamo die Absperrungen zum Stadioninnenbereich überwunden und versucht hatten, sich Zugang zum Gästeblock, in dem die Union-Fans untergebracht waren, zu verschaffen. Im Nachhinein wurde das Spiel mit 2:0 für den 1. FC Union gewertet.
In der Saison 2006/07 wurde in der Regionalliga die Klasse gehalten, wobei sich im Saisonverlauf Positiv- mit Negativserien abwechselten: Nach einem starken Saisonstart und der kurzzeitigen Tabellenführung folgte eine Schwächephase. Zur Rückrunde wurde das Team wieder besser, trotzdem verkündete Trainer Schreier überraschend seinen Abschied zum Saisonende aus persönlichen Gründen. In der Folgezeit verlor die Mannschaft mehrere Spiele nacheinander und geriet kurzzeitig in Abstiegsgefahr. Im Berliner Landespokal feierte das Team dagegen durchweg Erfolge und gewann diesen im Finale mit 7:0 gegen den benachbarten Verbandsligisten Köpenicker SC.
In der Saison 2007/08 gelang der Mannschaft unter Schreiers Nachfolger Uwe Neuhaus die Qualifikation für die neue 3. Profiliga. Zwar erwischte das mit den früheren Bundesliga-Spielern Michael Bemben, Marco Gebhardt und Macchambes Younga-Mouhani verstärkte Team zunächst einen Fehlstart. Im Verlaufe der Saison stabilisierten sich die Leistungen jedoch, sodass Union sich vorzeitig die Drittligaqualifikation sicherte und am Ende sogar Chancen auf den Zweitligaaufstieg hatte. Dieser wurde jedoch nach zwei Niederlagen in den letzten beiden Heimspielen verpasst. Im Berliner Pokal wurde die Titelverteidigung verpasst, als das Team im Halbfinale überraschend gegen den Fünftligisten VfB Hermsdorf nach Elfmeterschießen unterlag. Dadurch wurde die Chance auf die Qualifikation für den DFB-Pokal der Folgesaison verpasst und somit auch die Möglichkeit, auf einen ähnlich attraktiven Gegner wie Eintracht Frankfurt zu treffen, gegen die Union in der ersten Runde des DFB-Pokals mit 1:4 unterlag.

### Drittligameisterschaft folgt Zweitligadekade 2008–2019
| Saison                   | Liga (Ebene)       | Platz (von) | Kader |
| ------------------------ | ------------------ | ----------- | ----- |
| 2008/09                  | 3. Liga (III)      | 01. (20)    | Kader |
| 2009/10                  | 2. Bundesliga (II) | 12. (18)    | Kader |
| 2010/11                  | 2. Bundesliga (II) | 11. (18)    | Kader |
| 2011/12                  | 2. Bundesliga (II) | 07. (18)    | Kader |
| 2012/13                  | 2. Bundesliga (II) | 07. (18)    | Kader |
| 2013/14                  | 2. Bundesliga (II) | 09. (18)    | Kader |
| 2014/15                  | 2. Bundesliga (II) | 07. (18)    | Kader |
| 2015/16                  | 2. Bundesliga (II) | 06. (18)    | Kader |
| 2016/17                  | 2. Bundesliga (II) | 04. (18)    | Kader |
| 2017/18                  | 2. Bundesliga (II) | 08. (18)    | Kader |
| 2018/19                  | 2. Bundesliga (II) | 03. (18)    | Kader |
| Grün unterlegt: Aufstieg |                    |             |       |

Nach jahrelangen Verhandlungen und Planungen begannen vor der Saison 2008/09 endlich die notwendigen Sanierungsarbeiten am Stadion An der Alten Försterei. Aufgrund der Bauarbeiten trug der Verein seine Saison-Heimspiele im Jahnsportpark aus. Trotz dieser – von den Fans ungeliebten und teilweise boykottierten – Ausweichspielstätte spielte die Mannschaft eine erfolgreiche Saison, eroberte am 21. Spieltag die Tabellenspitze der dritten Liga und verteidigte diese bis zum Saisonende. Bereits drei Spieltage vor Saisonschluss sicherte sich die Mannschaft vorzeitig die Meisterschaft und den damit verbundenen Aufstieg in die zweite Bundesliga. Daneben gewann das Team auch den Berliner Landespokal. Im Finale des Wettbewerbs, in dem der Verein überwiegend mit Reservespielern antrat, setzten sich die „Eisernen“ knapp mit 2:1 gegen den alten Rivalen Tennis Borussia Berlin durch.

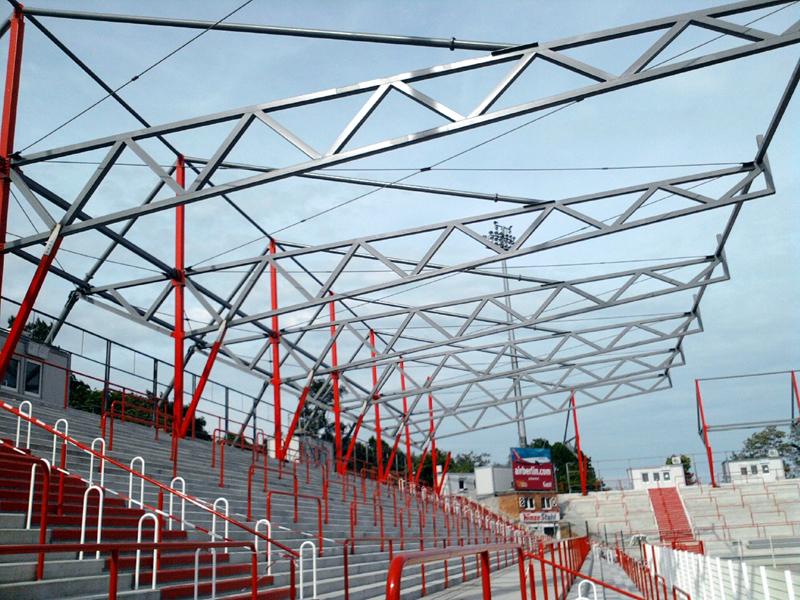
Umbaumaßnahmen im Stadion An der Alten Försterei (2009)

In der Sommerpause 2009 wurde nach 13 Monaten Bauzeit das renovierte Stadion An der Alten Försterei in einem Testspiel gegen Hertha BSC (Endresultat 3:5) feierlich eingeweiht. Zum Saisonauftakt traf der Zweitligaaufsteiger in der ersten Runde des DFB-Pokals auf den Pokalverteidiger Werder Bremen. Vor ausverkauftem Haus hatte der 1. FC Union gegen den klassenhöheren Gegner keine Chance und unterlag mit 0:5. Dafür startete die Mannschaft sehr erfolgreich in die Liga und belegte bis zum 14. Spieltag durchgehend einen der ersten fünf Tabellenplätze. Nach einer Schwächephase im zweiten Saisondrittel rutschte der Verein zeitweilig bis auf den dreizehnten Tabellenrang ab, konnte aber am vorletzten Spieltag den Klassenerhalt endgültig sichern und wurde am Ende Tabellenzwölfter.
Für Aufmerksamkeit außerhalb des sportlichen Bereichs sorgte die kurze Partnerschaft mit der International Sport Promotion (ISP), die dem Verein als Hauptsponsor bis 2014 jährlich zwei Millionen Euro Einnahmen bringen sollte, aufgrund ihres undurchsichtigen Geschäftsmodells aber auch für Kontroversen sorgte. Am 24. August 2009 trennte sich der Verein von der ISP, da diese beim Zustandekommen des Vertrages falsche Angaben gemacht hätte. Ein wichtiger Grund soll dabei auch die Vergangenheit des Aufsichtsratsvorsitzenden Jürgen Czilinsky, der beim Ministerium für Staatssicherheit tätig war, gewesen sein. Czilinsky war nach Bekanntgabe dieser Informationen von seinem Posten zurückgetreten.
Die neue Saison begann Union mit einem Misserfolg. Im DFB-Pokal unterlagen die Berliner dem zwei Klassen tiefer spielenden Halleschen FC im Leipziger Zentralstadion mit 0:1. Auch in der Liga startete das Team schwach und holte aus den ersten vier Spielen nur zwei Punkte. Danach stabilisierte sich Union und sicherte am 32. Spieltag den Klassenerhalt. Man schloss die Saison auf Platz 11 ab.
Wie schon im Vorjahr startete Union erneut schwach in die Saison 2011/12. So schied die Mannschaft nach einem 5:6 im Elfmeterschießen gegen Rot-Weiss Essen erneut in der ersten Runde des DFB-Pokals gegen einen unterklassigen Gegner aus. Dem folgte allerdings eine erfolgreiche Weiterentwicklung, so dass der Verein die Saison auf dem 7. Tabellenplatz abschloss. Für Aufsehen sorgte in dieser Saison aber vor allem der Verkauf der Alte-Försterei-Aktie: Um für den Bau einer neuen Haupttribüne das Stammkapital der Stadionbetriebsgesellschaft um fünf Millionen Euro zu erhöhen, wurde den Mitgliedern und Sponsoren die Zeichnung von maximal jeweils zehn Aktien (von insgesamt 10.000 Wertpapieren) ermöglicht. Bis Abschluss der Zeichnungsfrist am 31. Dezember 2011 gingen 5473 Aktien, also 43,88 Prozent des Grundkapitals des Stadionbetreibers in Streubesitz über. Einhergehend mit der Aktion stieg die Mitgliederzahl während dieses Zeitraums rasant an und erreichte erstmals die Marke von 10.000.
In der Sommerpause 2012 begann der Neubau der Haupttribüne an der Alten Försterei, an der sich der Verein mit zwei Millionen Euro beteiligte.
Nach einem starken Beginn in der Saison 2013/14, aber einer schwachen Rückrunde gab der 1. FC Union Berlin am 26. April 2014 die Trennung von Trainer Uwe Neuhaus zum Saisonende bekannt. Neuhaus wurde am 11. Mai offiziell verabschiedet. Union beendete die Saison auf dem 9. Platz. Neuhaus’ Nachfolger wurde Norbert Düwel.
Zu Beginn der Saison 2015/16 unterlag Union im DFB-Pokal dem Viertligisten Viktoria Köln mit 2:1. In der Liga zeichnete sich durch ein Unentschieden gegen Fortuna Düsseldorf, eine Niederlage gegen den SV Sandhausen und weitere Unentschieden gegen 1. FC Kaiserslautern, TSV 1860 München und RB Leipzig ein relativ schwacher Saisonstart ab. Am 31. August wurde die sportliche Zusammenarbeit mit Trainer Norbert Düwel schließlich beendet. Düwel wurde am 2. September 2015 von Sascha Lewandowski als neuem Cheftrainer abgelöst. Da Lewandowski jedoch nach bereits rund sechs Monaten aus gesundheitlichen Gründen den Posten aufgeben musste, übernahm Co-Trainer André Hofschneider diese Funktion interimsweise. Den Umständen zum Trotz spielte Union eine sehr erfolgreiche Rückrunde 2015/16 und schloss die Saison auf Platz 6 der Tabelle ab.

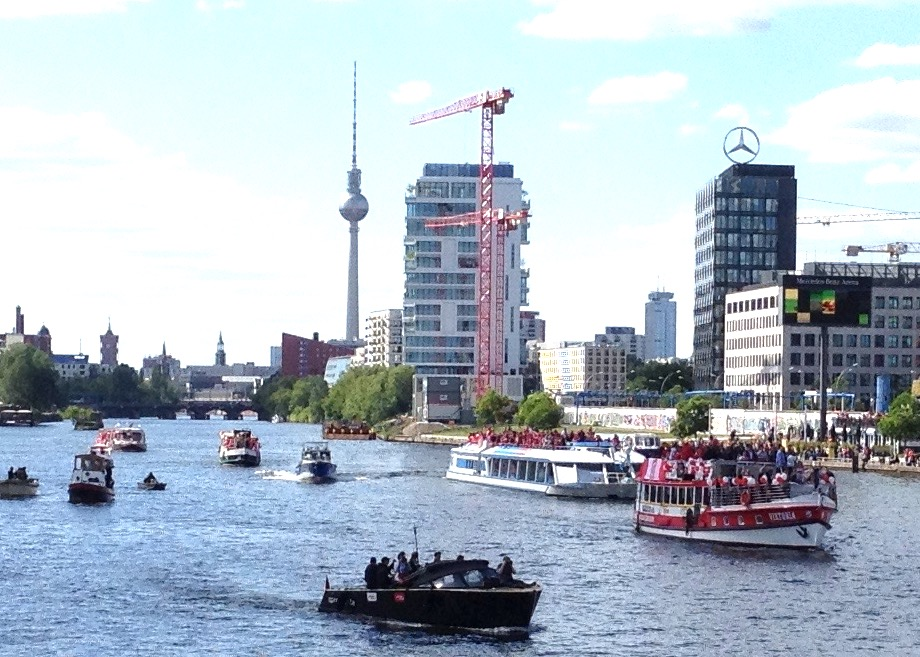
Schiffsparade des 1. FC Union Berlin auf der Spree in Berlin anlässlich des Aufstiegs in die 1. Fußball-Bundesliga im Jahr 2019

In der Saison 2016/17 übernahmen der zuletzt beim FC Schalke 04 tätige Trainer Jens Keller und der Däne Henrik Pedersen. Als Tabellenvierter verpasste die Mannschaft am Ende nur knapp die Aufstiegsplätze. In der Saison 2017/18 wurde Jens Keller nach dem 16. Spieltag entlassen. Zu diesem Zeitpunkt hatte Union nur drei Punkte Rückstand auf den Relegationsplatz und stand auf Tabellenplatz 4. Nachfolger wurde André Hofschneider. Der Trainerwechsel brachte nicht den erwünschten Erfolg, erst im 6. Spiel unter Hofschneider wurde der erste Sieg eingefahren. Auch der weitere Saisonverlauf war nicht besonders erfolgreich und teilweise rutschte man bedrohlich nah an die Abstiegszone. Erst am 33. Spieltag, mit einem 3:1-Erfolg über den VfL Bochum, konnte man sich retten. Die Saison schloss man dann auf Platz 8 der Tabelle ab. Nach dieser Saison wurde der Vertrag mit Hofschneider aufgelöst. Am 1. Juni 2018 wurde Urs Fischer als neuer Cheftrainer vorgestellt.
In der Saison 2018/19 war der 1. FC Union mit 17 aufeinanderfolgenden Spielen ohne Niederlage die am längsten ungeschlagene Mannschaft im deutschen Profifußball. Am 19. Mai 2019 beendete man die Saison mit einem 2:2 beim VfL Bochum als Tabellendritter. Dadurch erreichten die Eisernen die beste Endplatzierung in ihrer Zweitligahistorie und qualifizierten sich für die Relegationsspiele zur Bundesliga gegen den VfB Stuttgart. Bei einem Sieg wäre aufgrund der gleichzeitigen Niederlage des SC Paderborn der Direktaufstieg in die erste Liga geglückt.
In der Relegation gelang dem 1. FC Union Berlin am 23. Mai 2019 ein 2:2 in Stuttgart. Das 0:0 im Heimspiel am 27. Mai 2019 nach dem 2:2 im Hinspiel in Stuttgart am 23. Mai bedeutete aufgrund der Auswärtstorregel den erstmaligen Aufstieg des Vereins in die Bundesliga.

### Bundesliga und Europapokalteilnahmen 2019-Gegenwart
| Saison  | Liga (Ebene)   | Platz (von) | BL-Kader |
| ------- | -------------- | ----------- | -------- |
| 2019/20 | Bundesliga (I) | 11. (18)    | BL-Kader |
| 2020/21 | Bundesliga (I) | 07. (18)    | BL-Kader |
| 2021/22 | Bundesliga (I) | 05. (18)    | BL-Kader |
| 2022/23 | Bundesliga (I) | 04. (18)    | BL-Kader |
| 2023/24 | Bundesliga (I) | 15. (18)    | BL-Kader |
| 2024/25 | Bundesliga (I) | 13. (18)    | BL-Kader |

In der Saison 2019/20 spielte der 1. FC Union erstmals seit der deutschen Wiedervereinigung erstklassig und wurde zum 56. Verein der Bundesliga. Am 18. August 2019 endete das erste Spiel in der 1. Bundesliga mit einer 0:4-Niederlage gegen RB Leipzig. Am 2. Spieltag dieser Saison erzielte Stürmer Sebastian Andersson beim 1:1 gegen den FC Augsburg das erste Bundesligator und am dritten Spieltag gelang mit dem 3:1 gegen Borussia Dortmund der erste Bundesliga-Sieg der Vereinsgeschichte. Die Hinrunde beendete Union mit 20 Punkten auf Rang 11. Trotz einer Schwächephase in der Rückrunde – die aufgrund der COVID-19-Pandemie für rund zwei Monate unterbrochen werden musste – konnte Union dank dreier Siege in den letzten vier Spielen letztlich souverän die Klasse halten. Nur einmal, am ersten Spieltag, hatte man einen Abstiegsplatz belegt.
Vor der Saison 2020/21 verstärkte sich Union u. a. mit dem früheren Nationalspieler Max Kruse. Im Herbst konnte sich Union überraschend im oberen Tabellendrittel festsetzen und nach der ersten Saisonhälfte bereits starke 28 Punkte vorweisen. Mit dem 4:0 gegen Mainz 05 am 3. Spieltag und dem 5:0 gegen Arminia Bielefeld waren dabei die zu diesem Zeitpunkt jeweils höchsten Siege der Bundesligageschichte Unions gelungen. Zwar verlor Union in der Folge den Kontakt zu den Europa-League-Plätzen, bewahrte aber die Chance, sich über den 7. Platz für die neu geschaffene Conference League zu qualifizieren, was mit einem 2:1-Sieg über RB Leipzig am letzten Spieltag auch gelang.

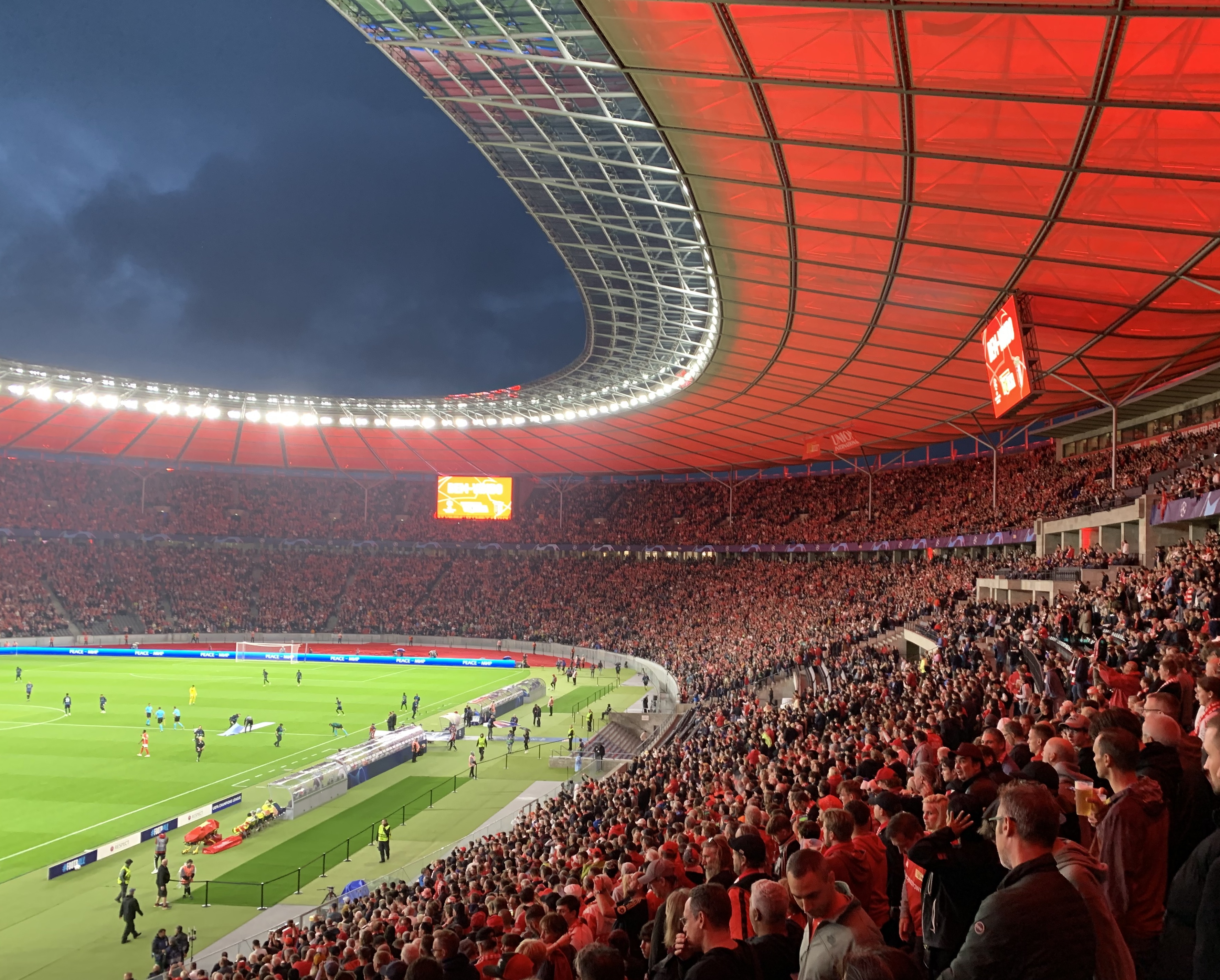
Spiel in der UEFA Champions League: 1. FC Union Berlin gegen Sporting Braga (2023)

Die internationalen Heimspiele trug der Verein im Berliner Olympiastadion aus. In den Playoffs der Conference League traf man auf den finnischen Vertreter Kuopion PS. Nach einem 4:0-Auswärtssieg genügte im Rückspiel ein 0:0 zum Einzug in die Gruppenphase, wo man auf Slavia Prag, Feyenoord Rotterdam und Maccabi Haifa traf. Allerdings reichten den Berlinern sieben Punkte nicht, um in die Play-offs der Conference League einzuziehen. In der Bundesliga konnte Union auch in der Saison 2021/22 um die internationalen Startplätze mitspielen. Mit einem 3:2-Heimsieg über den VfL Bochum am letzten Spieltag schloss man die Saison letztlich auf dem fünften Tabellenplatz ab und qualifizierte sich für die Gruppenphase der Europa League.
In der Saison 2022/23 übernahm Union am 6. Spieltag zum ersten Mal die Tabellenspitze in der Bundesliga, die auch an den folgenden sechs Spieltagen verteidigt werden konnte. Mit einem 1:0-Heimsieg über SV Werder Bremen schloss man am letzten Spieltag die Saison auf dem vierten Tabellenplatz ab und qualifizierte sich somit für die Gruppenphase der UEFA Champions League.
In der Saison 2023/24 traten die Unioner in der UEFA Champions League gegen Real Madrid an. Es war das historisch erste Pflichtspiel eines Berliner Fußballklubs mit dem amtierenden CL-Rekordsieger. Nach einer sportlichen Schwächeperiode im DFB-Pokal 2023/24 und in der Bundesliga einigten sich der Verein und der langjährig erfolgreiche Cheftrainer Urs Fischer im November 2023 auf ein Ende der Zusammenarbeit. Interimsweise übernahm Marco Grote für einen Spieltag die Mannschaft, ehe der Kroate Nenad Bjelica als neuer Cheftrainer vorgestellt wurde. In der Königsklasse schied man als Gruppenletzter aus. Am 32. Spieltag verlor der Verein gegen den direkten Abstiegs-Konkurrenten VfL Bochum, woraufhin Bjelica freigestellt wurde und erneut Grote übernahm. Union Berlin konnte sich am letzten Spieltag durch einen 2:1-Heimsieg gegen den SC Freiburg den 15. Platz sichern und damit den noch möglichen Abstieg und die drohende Relegation verhindern.
Zur Saison 2024/25 übernahm der Däne Bo Svensson das Amt des Cheftrainers. Er wurde jedoch bereits Ende Dezember 2024, als der Verein den 12. Tabellenplatz nach 15 Spieltagen, mit lediglich drei Punkten Vorsprung auf den Relegationsplatz, einnahm, wieder entlassen und durch Steffen Baumgart ersetzt. Unter dessen Leitung stabilisierte sich der Verein zusehends und fixierte am 30. Spieltag den Klassenerhalt.

## Frauenfußball

### 1969–1971
Der 1. FC Union war einer der ersten Vereine in der DDR, die eine Damenmannschaft besaßen.  Bereits 1968 fanden sich fußballbegeisterte Mädchen, in der Mehrzahl Studentinnen des Instituts für Lehrerbildung in Köpenick, zusammen, um Fußball zu spielen. Am 22. September 1969 bekamen die Fußballerinnen von Union Sportbekleidung und Bälle und trainierten erstmals auf einer Nebenanlage. Trainiert wurde das Team in der Folge von Bernd Müller und Bernd Vogel von der ersten Männermannschaft des 1. FC Union. Am 17. Januar 1970 trug das Frauenteam gegen Unions Knabenmannschaft erstmals ein Spiel aus, in den folgenden Monaten schlossen sich Freundschaftsspiele gegen Teams aus Berlin und Tangermünde an. Als der DDR-Fußballverband im Sommer 1971 den Frauenfußball dem Volkssport-Bereich angliederte, war das Frauenteam gezwungen, sich einen neuen Klub zu suchen, da Union als Leistungsklub keine Freizeitmannschaft unterhalten durfte. Als Volkssportgemeinschaft schlossen sich die Fußballerinnen dem Kabelwerk Oberspree an.

### 1990–2024
1990 erhielt der Klub mit dem Übertritt der Fußballerinnen der aufgelösten BSG Kabelwerk Oberspree Berlin erneut eine Frauenfußballabteilung. Das Team nahm in seiner ersten Saison 1990/91 an der letzten DDR-Frauenfußballmeisterschaft teil und qualifizierte sich mit einem achten Rang für die neugeschaffene zweitklassige Oberliga Nordost (die heutige Regionalliga Nordost). Bereits in der Folgesaison musste die Mannschaft jedoch absteigen und kehrte erst 2001 wieder in die Regionalliga zurück. In der ersten Saison wurde man nur Vorletzter, durfte aber aufgrund des Aufstiegs von Tennis Borussia Berlin in der Liga verbleiben, woraufhin einige Jahre im Mittelfeld der Tabelle folgten. 2005 schafften die Unionerinnen das Kunststück, als Tabellenachter 21 Punkte Vorsprung zum Neuntplatzierten Chemnitzer FC zu haben.
In der Saison 2006/07 gelang dem Team der Aufstieg in die Zweite Bundesliga, welche 2004 als Unterbau zur Bundesliga eingeführt worden war. Am letzten Spieltag überholten die Unionerinnen durch einen Sieg im direkten Duell die Mannschaft des Magdeburger FFC und sicherten sich so die Meisterschaft in der Regionalliga; Magdeburg hatte aber ohnehin keine Lizenz für die Zweite Liga beantragt. Außerdem konnten die Berlinerinnen den Landespokal erfolgreich verteidigen. Während in der Folgesaison die Klasse in der Nordstaffel der zweiten Liga knapp gehalten werden konnte, standen die Damen am Ende der Saison 2008/09 als Absteiger fest.
Ab 2009 spielte das Team daher wieder in der Regionalliga Nordost, gehörte dort aber für mehrere Jahre zum Kreis der Abstiegskandidaten. Erst ab der Saison 2012/13 fand man sich unter den Spitzenteams wieder. Als Vizemeister gelang 2014 die Rückkehr in die 2. Bundesliga, da der erstplatzierte SV Eintracht Leipzig-Süd auf den Aufstieg in die 2. Bundesliga verzichtete. Im gleichen Jahr konnte das Team erneut den Berliner Pokal gewinnen. Nach nur einem Jahr musste Union wieder in die drittklassige Regionalliga Nordost absteigen, doch nach einem personellen Umbruch stand Ende der  Saison 2015/16 mit dem Gewinn der Regionalliga-Meisterschaft der direkte Wiederaufstieg in die 2. Frauen-Bundesliga fest. Ebenfalls konnte gegen den Ligakonkurrenten FC Viktoria Berlin der Berliner Pokal gewonnen werden.
Nach nur einer Saison folgte der erneute Abstieg in die Regionalliga. Durch einen 1:0-Sieg beim direkten Konkurrenten Magdeburger FFC sicherten sich die Berlinerinnen die Meisterschaft der Regionalligasaison 2017/18, scheiterten jedoch in der Qualifikationsrunde zur eingleisigen 2. Bundesliga an der zweiten Mannschaft der SGS Essen. Ein Jahr später verteidigte der 1. FC Union seinen Meistertitel, scheiterte aber in den Aufstiegsspielen an der SG 99 Andernach.
Zur Saison 2023/24 wurde die 1. Frauenmannschaft in eine reine Profiabteilung umgewandelt, alle Spielerinnen erhielten entsprechende Verträge. In der Spielzeit selbst konnte Union alle 29 Pflichtspiele (22 in der Regionalliga, fünf im Berliner Verbandspokal und zwei in den beiden Aufstiegsspielen gegen den SV Henstedt-Ulzburg) gewinnen, damit gelang sowohl der Aufstieg in die 2. Bundesliga als auch die Qualifikation für den DFB-Pokal.

### Aufstieg in die Bundesliga 2025-heute
Am 23. Spieltag der Saison 2024/25 wurde mit 14.047 Zuschauern ein damaliger Zweitliga-Besucherrekord aufgestellt und gleichzeitig machten die Eisernen Damen den erstmaligen Aufstieg in die 1. Bundesliga perfekt. Den Damen von Union Berlin gelang damit der Durchmarsch von der Drittklassigkeit in die Bundesliga. Am letzten Spieltag konnte Union durch ein 6:0 gegen den FSV Gütersloh 2009 erstmals die Zweitliga-Meisterschaft erringen und verbesserte den eigenen Zweitligarekord auf 20.132 Zuschauer, welcher gleichzeitig Vereinsrekord für die Eisernen Frauen bedeutet. Abgerundet wurde die erfolgreiche Saison mit der Torjägerkanone für Lisa Heiseler, die 22 Tore erzielte.

## Fans

### 1920–1966
Das Fußball-Publikum der Vorgängervereine von Union Berlin war bis 1960 traditionell von Arbeitern geprägt, was vor allem daran lag, dass sich der spätere Berliner Stadtteil Oberschöneweide ab Ende des 19. Jahrhunderts zu einem industriellen Ballungsgebiet entwickelt hatte.
Der vermutlich in den 1920er oder 1930er Jahren entstandene Schlachtruf der Fans lautet: „Eisern Union“.

### 1966–1990
Als DDR-Fußball-Leistungszentrum genoss Union nach 1970 unter den Berlinern Sympathien, die dem Alltag und Staatssozialismus kritisch gegenüberstanden. Ein beliebter Sprechchor an der Alten Försterei war „Lieber ein Verlierer sein als ein dummes Stasi-Schwein.“ Bei Freistößen schallte der gegnerischen Verteidigung mitunter „Die Mauer muss weg.“ entgegen. Ab Mitte der 1980er Jahre verbreitete sich das Phänomen des Hooliganismus. Auseinandersetzungen mit gegnerischen Fans sowie der Staatsmacht waren die Folge.
Der größte Rivale des 1. FC Union aus Sicht der Fans war zu dieser Zeit der BFC Dynamo. Die Spiele gegeneinander galten als besonders risikoreich. Auf der einen Seite resultierte die Rivalität aus dem Derbycharakter. Besondere sportpolitische Aspekte kamen hinzu. Denn der BFC erhielt Unterstützung durch das Ministerium für Staatssicherheit. Union dagegen wurde vom FDGB sowie dem Trägerbetrieb des Vereins – dem VEB Kabelwerk Oberspree Berlin – unterstützt, jedoch nicht in einem so umfangreichen finanziellen Rahmen. Spieler vom 1. FC Union Berlin wurden zum BFC und umgekehrt delegiert. So wechselten viele Talente vom FCU zum BFC und im Gegenzug erhielt Union meist Spieler, die ihren Leistungszenit überschritten hatten. Darüber hinaus war Union gezwungen, alle Derbys zwischen beiden Mannschaften ab der Saison 1976/77 nur noch im Stadion der Weltjugend auszutragen.

### 1990-heute

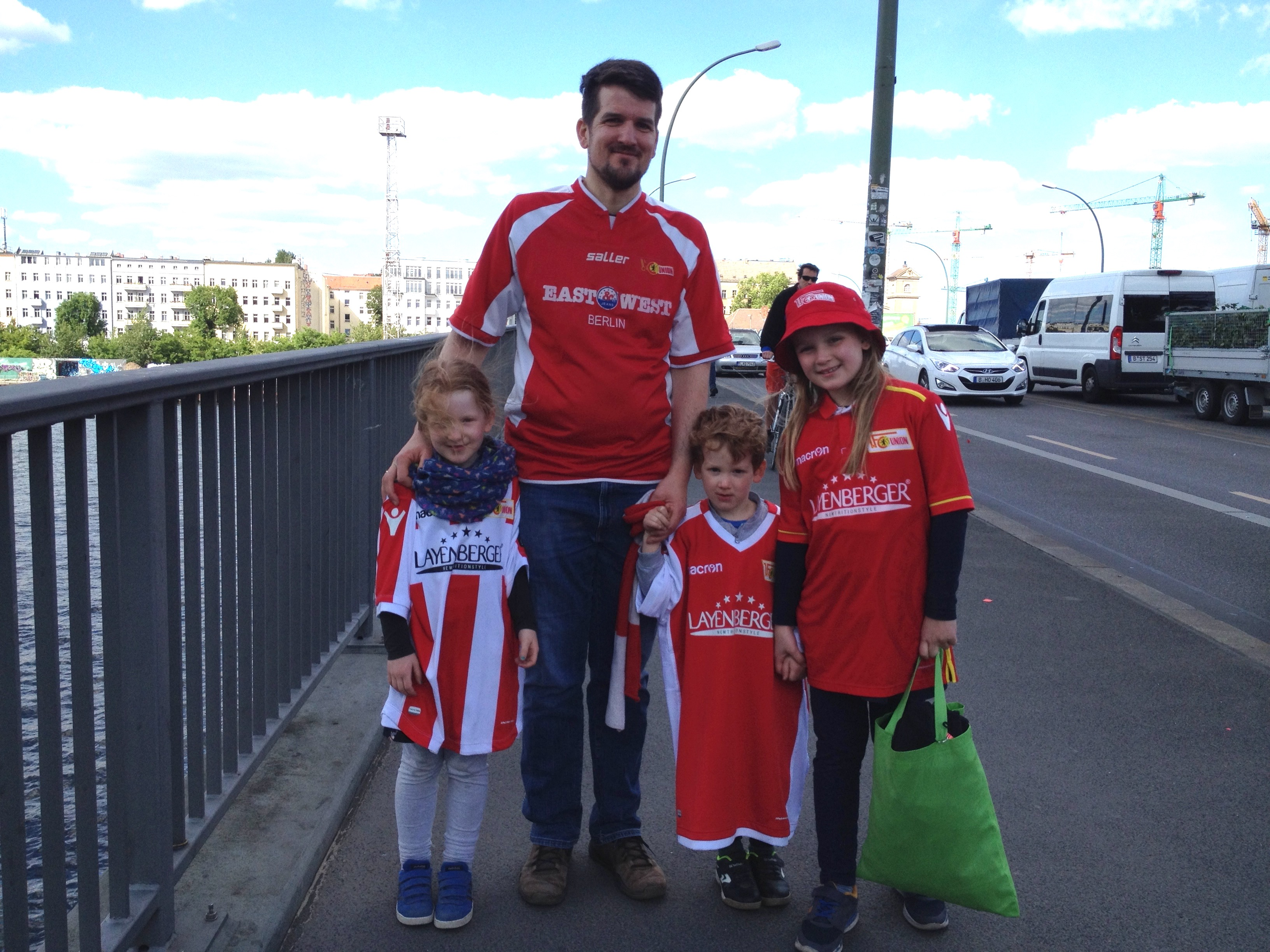
Familie von Union Berlin Fans, 2019

Die vielfältig zusammengesetzte Fanszene zeichnete sich nach der Wiedervereinigung im Jahr 1990 trotz aller Unterschiede durch ein starkes Zusammengehörigkeitsgefühl aus und ist nach dem Jahr 2000 für zahlreiche Initiativen im In- und Ausland gefeiert geworden. Im Jahr 2003 gab es 50 vom Verein offiziell registrierte Fanclubs.
2007 nahm der 1. FC Union Berlin einen Passus in die Hausordnung auf, in dem das grundsätzliche Recht aller auf Nichtdiskriminierung bekräftigt wurde.
Die Anhängerschaft umfasst seit etwa 2010 auch internationale Fans. In der Saison 2019/20 zählte Union Berlin bei Auswärtsspielen der 1. Bundesliga zu den zehn Clubs mit den meisten Auswärtsfahrern. Viele anreisende Unioner Gästefans, sogenannte „Exiler“, kamen dabei aus dem gesamten Bundesgebiet.

### Aktionen
Ende der 1990er Jahre, als der Verein finanziell vor dem Aus zu stehen schien, waren es die Berliner Union-Fans, die durch verschiedene Aktionen potentielle Geldgeber auf die Situation des Vereins aufmerksam machten und auch selbst durch Spenden ihren Anteil leisteten. Es wurde beispielsweise eine Demonstration unter dem Motto „Rettet Union!“ durch das Brandenburger Tor organisiert, an der sich rund 3.000 Anhänger beteiligten. Der langjährige Fan Andreas Freese 1997 wurde durch sein Engagement in den Aufsichtsrat des Vereins gewählt.
Im Vorfeld der Saison 2004/05 erwiesen sich die Fans für den Verein als eine wichtige Stütze. Für die Spielgenehmigung in der Regionalliga benötigte Union eine Liquiditätsreserve von 1,46 Millionen Euro, welche der Verein nicht aufbringen konnte. Daraufhin orchestrierte der Verein eine Kampagne unter dem Motto Bluten für Union. Die Aktion rief die Fans auf, Blut zu spenden, um das erhaltene Geld dem Verein zukommen zu lassen. Weitere Aktionen um Geld zu sammeln waren u. a. T-Shirt-Verkäufe, Rockkonzerte sowie Benefizspiele gegen den FC St. Pauli und den FC Bayern München. Zu den Geldspendern und Unterstützern zählten Firmen, Fangruppen anderer Fußballvereine und zahlreiche Prominente wie der Berliner Bürgermeister Klaus Wowereit. Zum Ablauf der vom DFB gestellten Frist erwies sich die Aktion als Erfolg, denn der Verein erhielt die Spielgenehmigung.
Seit dem Jahr 2003 werden von Fangruppierungen jährlich Drachenbootrennen organisiert. Teilnehmer der Rennen sind sowohl Fans als auch Spieler der Profimannschaft und Vereinsoffizielle. Die Wettbewerbe finden auf der Regattastrecke in Grünau statt.
Seit 2005 sorgt DJ Wumme an jedem Spieltag für die Musik im Stadion an der Alten Försterei. Im Wesentlichen werden die Musikstile Rock, Alternative, Britpop und Electronica eingespielt.